# Groupement de soutien de la base de défense de Metz
Le groupement de soutien de la base de défense de Metz (GSBdD MTZ) est un organisme militaire interarmées du service du commissariat des armées créé le 1er janvier 2011. Son rôle est de soutenir dans le domaine de l'administration générale et du soutien courant, toutes les unités militaires stationnées dans le périmètre de la base de Défense (Metz, Montigny-lès-Metz, Thionville et Woippy). 
Il est l'héritier du 4e régiment de hussards.
La cérémonie de création du groupement se déroule le 14 janvier 2011.
Son état-major, est depuis janvier 2011 situé au sein de des casernes Raffenel-Delarue et Colin, sur la commune de Montigny-lès-Metz.
En 2020, le groupement de soutien de la base de défense de Metz compte 165 militaires et 161 civils. Il soutient 2 793 militaires, 1 861 réservistes et 1 712 civils répartis dans 24 organismes.